# Gradski stadion Košute
Gradski stadion Košute je nogometni stadion u Uskoplju u Bosni i Hercegovini. Na njemu svoje domaće utakmice igra HNK Sloga Uskoplje, član Druge lige FBiH – Jug.
Stadion ime duguje dijelu grada u kojem se nalazi. Stadion je izgrađen 1979. godine sa svlačionicama, tribinama, atletskom stazom i ostalom neophodnom infrastrukturom. Nakon 1994. na zgradi u kojoj se nalaze klupske prostorije u više su navrata rađene renovacije. Nakon rekonstrukcije koja je započela u rujnu 2019., početkom 2020. godine stadion je po prvi puta dobio stolice.
Kapacitet stadiona je oko 2000 mjesta, a sjedećih je 330.